# 堀内敏宏
堀内 敏宏（ほりうち としひろ、1937年 - ）は、日本のジャーナリスト。

## 略歴
長野県諏訪郡原村出身。長野県諏訪清陵高等学校を経て、1960年東京外国語大学英米科卒業、NHK入局。ニューヨーク特派員、ジュネーヴ支局長、ウイークエンド中部初代キャスター、外信部長、解説主幹を歴任。1994年退職後は小平市教育委員長を務めた。2014年から諏訪郷友会理事長。